# Abraham Icek Tuschinski

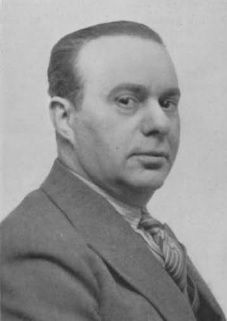
Abraham Tuschinski

Abraham Icek Tuschinski (polnisch Tuszyński, * 14. Mai 1886 in Brzeziny, Russisches Kaiserreich; † 17. September 1942 im KZ Auschwitz) war ein niederländischer Kinobetreiber jüdisch-polnischer Herkunft. Er ist der Erbauer des nach ihm benannten Kinos Tuschinski-Theater in Amsterdam. Als Opfer des Holocausts starb er im Vernichtungslager Auschwitz.

## Leben
Abraham Tuschinki wurde in Brzeziny bei Łódź geboren. 1904 wollte er in die Vereinigten Staaten von Amerika auswandern, entschied sich aber, in der niederländischen Hafenstadt Rotterdam zu bleiben. Anfänglich arbeitete er als Schneider, später eröffnete er mit seiner Frau Mariam (Mania) Ehrlich eine Pension, die hauptsächlich von osteuropäischen Juden besucht wurde.

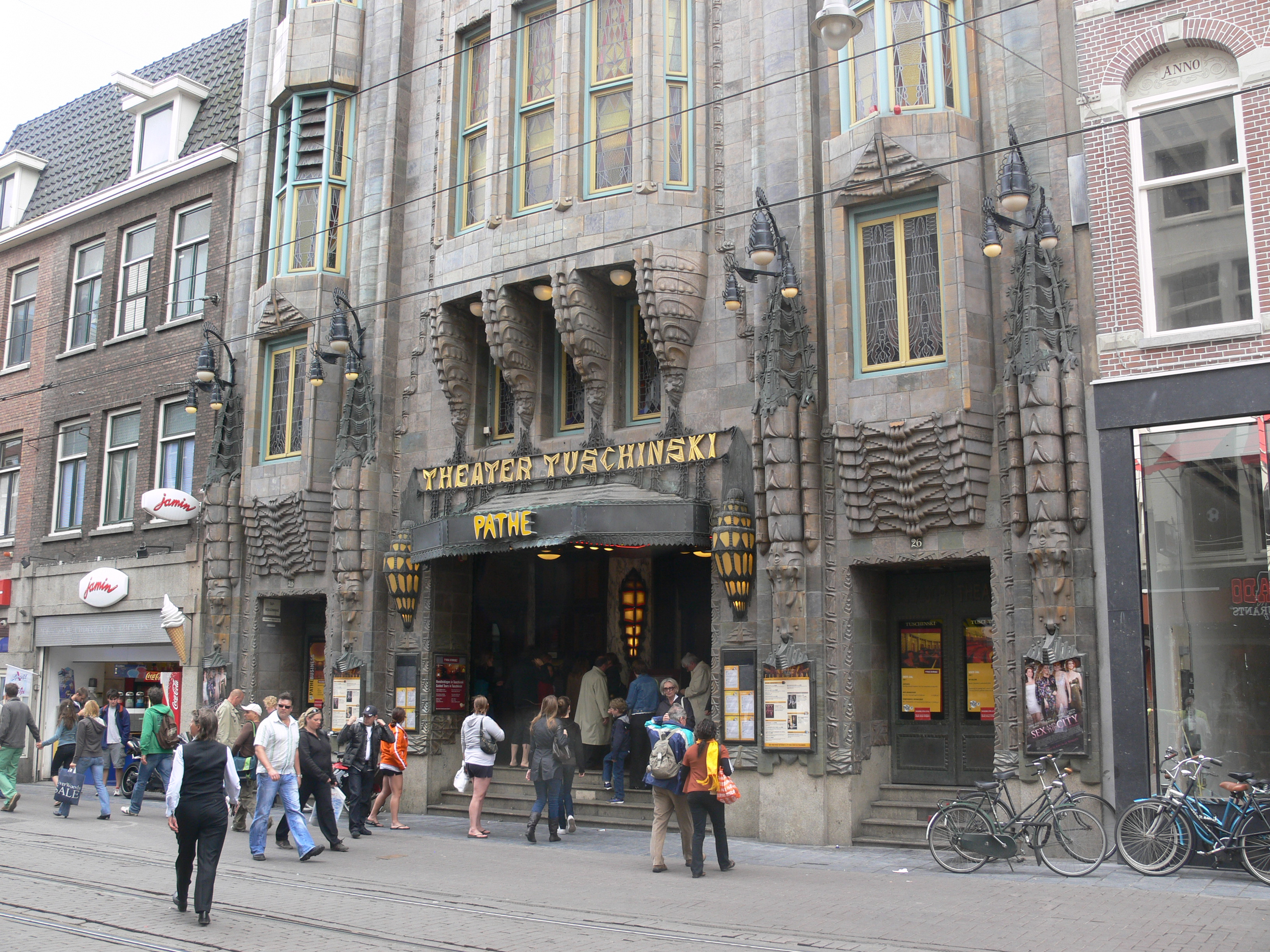
Tuschinski-Theater in Amsterdam

1911 eröffnete er das Kino Thalia in Rotterdam, drei weitere folgten: das Cinema Royal, die Scala und das Olympia. Ein Kino von Weltformat in Amsterdam war sein großer Traum, den er am 28. Oktober 1921 mit der Eröffnung des nach Plänen des Architekten Hijman Louis de Jong errichteten Großkinos Tuschinski-Theater verwirklichen konnte. Noch heute gilt das Tuschinski als bedeutendstes und bekanntestes Kino der Niederlande.
1923 eröffnete Tuschinski sein luxuriösestes Kino in Rotterdam, das Grand Theatre, und 1928 das Roxy-Theater in der Einkaufsstraße Kalverstraat in Amsterdam. 
Bei der Zerstörung Rotterdams durch deutsche Bomber am 14. Mai 1940 verlor Tuschinski alle seine Kinos in Rotterdam. Nach der deutschen Besetzung Amsterdams wurde das Tuschinski-Theater zunächst geschlossen, um dann als deutscher Staatsbetrieb „arisiert“ weitergeführt zu werden. Tuschinski war damit bankrott.
Am 1. Juli 1942 wurde Tuschinski in das Durchgangslager Westerbork gebracht und danach nach Polen deportiert. Er wurde am 17. September 1942 im Konzentrationslager Auschwitz ermordet.

## Gedenken

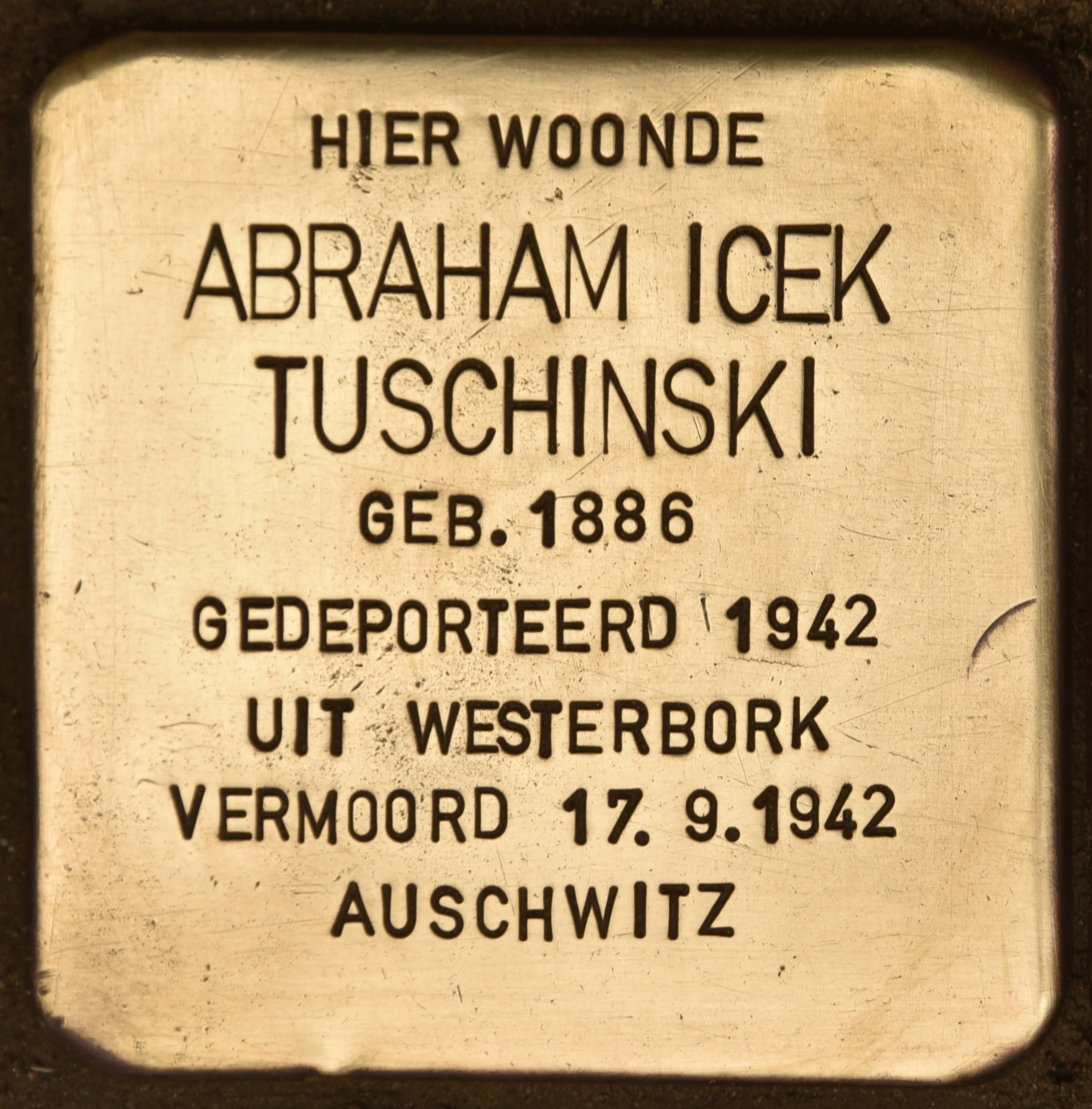
Stolperstein in Rotterdam

Ein Stolperstein in Rotterdam erinnert an sein Schicksal.